# Veronica Orazi
Veronica Orazi (Florència, Itàlia, 1966) és una professora, investigadora, traductora i acadèmica italiana.

## Formació i ocupació professional
Llicenciada i doctorada en Filologia Iberoromànica a la Universitat de Florència, fou becària de l'Accademia della Crusca i de l'Institut d'Estudis Catalans, del qual més endavant esdevindria membre corresponent de la Secció Històrico-Arqueològica. Des del 2017 és catedràtica del Departament de Llengües i Literatures Estrangeres i Cultures Modernes a la Universitat de Torí. Anteriorment, ja havia estat professora titular d'aquesta universitat (2002-2017), així com de la Universitat de Siena (2002-2005), i professora associada de la mateixa Universitat de Siena, de la Universitat de Venecia Ca' Foscari i de la Universitat de Bolonya (1999-2002). A més de l'IEC, també és membre del Centre d'Estudis Catalans de la Universitat de Califòrnia a Santa Barbara. Com a professora visitant també ha fet cursos a la Universitat de Barcelona i la Universitat d'Alacant. També ha estat membre de les comissions de tesi doctoral de la Universitat de Girona, la Universitat de Barcelona, la Universitat Autònoma de Barcelona i la Universitat de València.

## Àmbits d'investigació
Orazi s'ha especialitzat en l'estudi de la literatura catalana i espanyola, medieval i contemporània, i també s'ha dedicat a altres activitats relacionades amb els estudis catalans. Entre 1997 i 1998, mentre era investigadora a l'IEC, va desenvolupar el projecte “La tradició manoscritta della Crònica de Ramon Muntaner” amb Josep Massot i Muntaner com a supervisor. Ha fet estades de recerca a diferents universitats d'Itàlia i de l'estranger.

## Publicacions
Com a investigadora, és autora de desenes de llibres, articles i capítols de llibres, a més de nombroses ressenyes en revistes d'estudis hispànics, romànics i catalans, així com desenes de comunicacions i conferències en congressos a Itàlia i a l'estranger. Ha estat o és membre de nombrosos comitès organitzadors i/o científics de congressos. Ha estat la coordinadora d'esdeveniments com Voci al femminile: escriptura, traducció, autotraducció. Giornata di Studi Catalani (Tori, 2014, Università degli Studi di Torino), Geografia linguistica del catalano. Giornata di Studi Catalani (Torí, 2014, Università degli Studi di Torino) i Linguaggi del metareale nella cultura catalana: arte, cinema, folclore, letteratura, storia (XI Congresso Internazionale dell'AISC, Torí, 2015, Università degli Studi di Torino).
Orazi és codirectora de la col·lecció Bibliotheca Iberica des del 2014. Des del 2013 és redactora dels Cuadernos AISPI. Estudios de lenguas y literaturas hispánicas i des del 2011 directora editorial de la Rivista Italiana di Studi Catalani, i entre 1995 i 2008 fou redactora de Medioevo Latino. Bollettino bibliografico della cultura europea da Boezio a Erasmo (secoli VI–XV) de la Società Italiana per lo Studio del Medioevo Latino. També ha treballat com a
revisora de publicacions com Llengua & Literatura, Quaderns d'Italià, Rassegna Iberistica de la Universitat Ca’ Foscari de Venècia, i Carte Romanze, Haidé. Estudis Maragallians, entre d'altres.

## Traduccions
Com a traductora, es responsable de la traducció a l'italià Storie de virtù insidiata (2006), una col·lecció de novel·letes exemplars catalanes del segle XV; Le signorine di Lourdes (2012) de Pep Coll; El arte de las putas (2012) de Nicolás Fernández de Moratín (s. XVIII); la peça teatral Corpi perduti (2014) del dramaturg espanyol contemporani José Manuel Mora; el cap. II del Quijote, “Come si doveva disincantare l’impareggiabile Dulcinea del Toboso” (in Don Chisciotte della Mancha, a cura de P. Bottaet al, 2015.); i el poemari Lletra menuda de Nora Albert (2016). Ha estat la responsable editorial d'altres traduccions a l'italià, com Il libro de le bestie de Ramon Llull (2015).

## Membre d'associacions
Entre 2008 i 2012 va ser membre de la junta de l'Associazione Italiana di Studi Catalani (AISC) i la seva presidenta entre 2012 i 2015. L'any 2018 Orazi es va convertir en membre corresponent de la Secció d'Història-Arqueologia de l'Institut d'Estudis Catalans.

## Reconeixements
L'any 2000 va rebre el Premi Crítica Serra d'Or de Recerca en Catalanística, per al volum “Història de la filla del rei d'Hongria e altri racconti catalani tardo-medievali. Studio folclorico ed edizione critica”, i el 2001 el 'Premi Città di Monselice per la Traduzione Letteraria – Sezione Leone Traverso' per a la primera versió italiana de l'obra castellana medieval Sendebar. Il Libro degli inganni delle donne. L'any 2011 va guanyar el Premi Internacional Ramon Llull a la “Millor Associació Internacional d'Estudis Catalans” com a directora de l'AISC, i l'any 2015 va guanyar la Menció d'Honor de la Delegació de la Generalitat de Catalunya a Itàlia com a directora editorial de la Rivista Italiana di Studi Catalani, premiada per l’activitat de divulgació i científica d’aquesta revista en la promoció de la cultura catalana a l'àmbit acadèmic a Itàlia.